# 1. Fußballclub Lokomotive Leipzig 2020-2021
Questa voce raccoglie le informazioni riguardanti il 1. Fußballclub Lokomotive Leipzig nelle competizioni ufficiali della stagione 2020-2021.

## Stagione
Nella stagione 2020-2021 il Lokomotive Lipsia, allenato da Almedin Civa, concluse il campionato di Regionalliga nordest al 7º posto.

## Rosa
| N. |                       | Ruolo | Calciatore         |
| -- | --------------------- | ----- | ------------------ |
| 1  | Germania (bandiera)   | P     | Jannes Tasche      |
| 2  | Kazakistan (bandiera) | D     | Robert Berger      |
| 3  | Germania (bandiera)   | D     | Mike Eglseder      |
| 5  | Germania (bandiera)   | D     | David Urban        |
| 6  | Germania (bandiera)   | C     | Zak Piplica        |
| 8  | Germania (bandiera)   | C     | Farid Abderrahmane |
| 10 | Germania (bandiera)   | C     | Paul Schinke       |
| 11 | Germania (bandiera)   | A     | Tom Nattermann     |
| 13 | Germania (bandiera)   | A     | Djamal Ziane       |
| 17 | Lituania (bandiera)   | C     | Edvardas Lucenka   |
| 18 | Germania (bandiera)   | D     | Leon Heynke        |
| 19 | Canada (bandiera)     | A     | Gabriel Boakye     |

| N. |                     | Ruolo | Calciatore       |
| -- | ------------------- | ----- | ---------------- |
| 20 | Germania (bandiera) | P     | Jeroen Gies      |
| 21 | Germania (bandiera) | C     | Nils Stendera    |
| 22 | Germania (bandiera) | C     | Maik Salewski    |
| 23 | Germania (bandiera) | C     | Sascha Pfeffer   |
| 24 | Germania (bandiera) | D     | Luca Sirch       |
| 25 | Germania (bandiera) | D     | Nils Fiedler     |
| 25 | Canada (bandiera)   | A     | Goteh Ntignee    |
| 27 | Germania (bandiera) | D     | Niklas Schneider |
| 28 | Austria (bandiera)  | D     | Damir Mehmedovic |
| 29 | Germania (bandiera) | A     | Denis Jäpel      |
| 30 | Germania (bandiera) | P     | Dennis Dickmann  |

## Organigramma societario
Area tecnica
- Allenatore: Almedin Civa
- Allenatore in seconda:
- Preparatore dei portieri: Maik Kischko
- Preparatori atletici:
- Analisi video:

## Calciomercato

### Sessione estiva
| Acquisti | Acquisti         | Acquisti              | Acquisti |
| R.       | Nome             | da                    | Modalità |
| -------- | ---------------- | --------------------- | -------- |
| C        | Edvardas Lucenka | Plauen                |          |
| C        | Nils Stendera    | Eintracht Francoforte |          |
| A        | Gabriel Boakye   | Colonia II            |          |
| D        | Niklas Schneider | Amburgo II            |          |
| A        | Denis Jäpel      | Zwickau               |          |
| P        | Dennis Dickmann  | Inter Leipzig         |          |
| D        | Mike Eglseder    | Elversberg            |          |
| C        | Zak Piplica      | Carl Zeiss Jena II    |          |

| Cessioni | Cessioni                   | Cessioni               | Cessioni |
| R.       | Nome                       | a                      | Modalità |
| -------- | -------------------------- | ---------------------- | -------- |
| D        | Kevin Schulze              | SSV Vorsfelde          |          |
| C        | Marcel Wagner              | SV Panitzsch/Borsdorf  |          |
| C        | Stephané Mvibudulu         | Chemie Lipsia          |          |
| D        | Peter Misch                | Luckenwalde            |          |
| A        | Nicky Adler                | Radefelder SV          |          |
| P        | Fabian Guderitz            | Meuselwitz             |          |
| A        | Ishmael Schubert-Abubakari | Hallescher             |          |
| A        | Milan Senic                | SC Düsseldorf-West     |          |
| P        | Lukas Wenzel               | Aubstadt               |          |
| D        | Patrick Wolf               | FC Astoria Walldorf II |          |

## Risultati

### Regionalliga nordest

#### Girone di andata
| Arbitro: | Köppen |

|                                       |           |           |
| Michelbrink 32’ Kiprit 71’ Dárdai 88’ | Marcatori | 81’ Urban |

| Arbitro: | Ostrin |

|                |           |                   |
| Ziane 56’, 64’ | Marcatori | 40’ (aut.) Tasche |

| Arbitro: | Wien |

|             |           |             |
| Dedidis 90’ | Marcatori | 55’ Schinke |

| Arbitro: | Weisbach |

|                                     |           |  |
| Salewski 30’ Pfeffer 46’ Boakye 74’ | Marcatori |  |

| Arbitro: | Rauschenberg |

|  |           |                            |
|  | Marcatori | 37’ Abderrahmane 49’ Ziane |

| Arbitro: | Jessen |

|              |           |            |
| Salewski 30’ | Marcatori | 70’ Bickel |

| Arbitro: | Kutscher |

|                     |           |                       |
| Muiomo 16’ Will 90’ | Marcatori | 59’ Ziane 65’ Pfeffer |

| Arbitro: | Bartnitzki |

|            |           |                   |
| Schinke 4’ | Marcatori | 31’ (rig.) Kremer |

| Arbitro: | Hagemann |

|                                                       |           |  |
| Skoda 6’ Heynke 22’ (aut.) Lemke 68’ Ciğerci 69’, 77’ | Marcatori |  |

| Arbitro: | Ostrin |

|                                         |           |  |
| Heynke 6’ Boakye 8’ Ziane 47’ Jäpel 67’ | Marcatori |  |

| Arbitro: | Rauschenberg |

|                                       |           |                            |
| Rausch 2’ Gözüsirin 53’ Grüneberg 55’ | Marcatori | 49’ Sirch 68’ Abderrahmane |

| Arbitro: | Müller |

|               |           |  |
| Nattermann 1’ | Marcatori |  |

| Berlino 31 ottobre 2020 13ª giornata | Viktoria Berlino | – non disputata referto | Lokomotive Lipsia | Stadion Lichterfelde |

| 8 novembre 2020, ore CET 14ª giornata | Lokomotive Lipsia | – non disputata | VfB Auerbach |  |

| 20 novembre 2020, ore CET 15ª giornata | Germania Halberstadt | – non disputata | Lokomotive Lipsia |  |

| 29 novembre 2020, ore CET 16ª giornata | Lokomotive Lipsia | – non disputata | Babelsberg |  |

| 6 dicembre 2020, ore CET 17ª giornata | Union Fürstenwalde | – non disputata | Lokomotive Lipsia |  |

| 13 dicembre 2020, ore CET 18ª giornata | Chemie Lipsia | – non disputata | Lokomotive Lipsia |  |

| 20 dicembre 2020, ore CET 19ª giornata | Lokomotive Lipsia | – non disputata | BFC Dynamo |  |

#### Girone di ritorno
| 24 gennaio 2021, ore CET 20ª giornata | Lokomotive Lipsia | – non disputata | Hertha Berlino II |  |

| 31 gennaio 2021, ore CET 21ª giornata | Berliner AK 07 | – non disputata | Lokomotive Lipsia |  |

| 7 febbraio 2021, ore CET 22ª giornata | Lokomotive Lipsia | – non disputata | Carl Zeiss Jena |  |

| 14 febbraio 2021, ore CET 23ª giornata | Luckenwalde | – non disputata | Lokomotive Lipsia |  |

| 21 febbraio 2021, ore CET 24ª giornata | Lokomotive Lipsia | – non disputata | Bischofswerdaer |  |

| 28 febbraio 2021, ore CET 25ª giornata | Chemnitz | – non disputata | Lokomotive Lipsia |  |

| 7 marzo 2021, ore CET 26ª giornata | Lokomotive Lipsia | – non disputata | Optik Rathenow |  |

| 14 marzo 2021, ore CET 27ª giornata | Energie Cottbus | – non disputata | Lokomotive Lipsia |  |

| 21 marzo 2021, ore CET 28ª giornata | Lokomotive Lipsia | – non disputata | Altglienicke |  |

| 4 aprile 2021, ore CEST 29ª giornata | TeBe Berlino | – non disputata | Lokomotive Lipsia |  |

| 11 aprile 2021, ore CEST 30ª giornata | Lokomotive Lipsia | – non disputata | Lichtenberg 47 |  |

| 18 aprile 2021, ore CEST 31ª giornata | Meuselwitz | – non disputata | Lokomotive Lipsia |  |

| 25 aprile 2021, ore CEST 32ª giornata | Lokomotive Lipsia | – non disputata | Viktoria Berlino |  |

| 2 maggio 2021, ore CEST 33ª giornata | VfB Auerbach | – non disputata | Lokomotive Lipsia |  |

| 9 maggio 2021, ore CEST 34ª giornata | Lokomotive Lipsia | – non disputata | Germania Halberstadt |  |

| 16 maggio 2021, ore CEST 35ª giornata | Babelsberg | – non disputata | Lokomotive Lipsia |  |

| 30 maggio 2021, ore CEST 36ª giornata | Lokomotive Lipsia | – non disputata | Union Fürstenwalde |  |

| 6 giugno 2021, ore CEST 37ª giornata | Lokomotive Lipsia | – non disputata | Chemie Lipsia |  |

| 13 giugno 2021, ore CEST 38ª giornata | BFC Dynamo | – non disputata | Lokomotive Lipsia |  |

## Statistiche

### Statistiche di squadra
| Competizione | Punti | In casa | In casa | In casa | In casa | In casa | In casa | In trasferta | In trasferta | In trasferta | In trasferta | In trasferta | In trasferta | Totale | Totale | Totale | Totale | Totale | Totale | DR |
| Competizione | Punti | G       | V       | N       | P       | Gf      | Gs      | G            | V            | N            | P            | Gf           | Gs           | G      | V      | N      | P      | Gf     | Gs     | DR |
| ------------ | ----- | ------- | ------- | ------- | ------- | ------- | ------- | ------------ | ------------ | ------------ | ------------ | ------------ | ------------ | ------ | ------ | ------ | ------ | ------ | ------ | -- |
| Regionalliga | 19    | 6       | 4       | 2       | 0       | 12      | 3       | 6            | 1            | 2            | 3            | 8            | 14           | 12     | 5      | 4      | 3      | 20     | 17     | +3 |
| Totale       | 19    | 6       | 4       | 2       | 0       | 12      | 3       | 6            | 1            | 2            | 3            | 8            | 14           | 12     | 5      | 4      | 3      | 20     | 17     | +3 |

### Andamento in campionato
| Giornata  | 1  | 2  | 3  | 4 | 5 | 6 | 7 | 8 | 9 | 10 | 11 | 12 | 13 | 14 | 15 | 16 | 17 | 18 | 19 | 20 | 21 | 22 | 23 | 24 | 25 | 26 | 27 | 28 | 29 | 30 | 31 | 32 | 33 | 34 | 35 | 36 | 37 | 38 |
| --------- | -- | -- | -- | - | - | - | - | - | - | -- | -- | -- | -- | -- | -- | -- | -- | -- | -- | -- | -- | -- | -- | -- | -- | -- | -- | -- | -- | -- | -- | -- | -- | -- | -- | -- | -- | -- |
| Luogo     | T  | C  | T  | C | T | C | T | C | T | C  | T  | C  | T  | C  | T  | C  | T  | T  | C  | C  | T  | C  | T  | C  | T  | C  | T  | C  | T  | C  | T  | C  | T  | C  | T  | C  | C  | T  |
| Risultato | P  | V  | N  | V | V | N | N | N | P | V  | P  | V  |    |    |    |    |    |    |    |    |    |    |    |    |    |    |    |    |    |    |    |    |    |    |    |    |    |    |
| Posizione | 17 | 11 | 10 | 5 | 3 | 5 | 7 | 5 | 7 | 5  | 8  | 7  | 7  | 7  | 7  | 7  | 7  | 7  | 7  | 7  | 7  | 7  | 7  | 7  | 7  | 7  | 7  | 7  | 7  | 7  | 7  | 7  | 7  | 7  | 7  | 7  | 7  | 7  |

Legenda:

Luogo: C = Casa; T = Trasferta. Risultato: V = Vittoria; N = Pareggio; P = Sconfitta.

### Statistiche dei giocatori
| F. Abderrahmane | 12 | 2 | 2 | 0 |
| R. Berger       | 7  | 0 | 0 | 1 |
| G. Boakye       | 11 | 2 | 0 | 0 |
| D. Dickmann     | 0  | 0 | 0 | 0 |
| M. Eglseder     | 6  | 0 | 2 | 0 |
| N. Fiedler      | 0  | 0 | 0 | 0 |
| J. Gies         | 0  | 0 | 0 | 0 |
| L. Heynke       | 12 | 1 | 2 | 0 |
| D. Jäpel        | 9  | 1 | 1 | 0 |
| E. Lucenka      | 4  | 0 | 0 | 0 |
| D. Mehmedovic   | 10 | 0 | 5 | 0 |
| T. Nattermann   | 10 | 1 | 0 | 0 |
| G. Ntignee      | 2  | 0 | 0 | 0 |
| S. Pfeffer      | 7  | 2 | 1 | 0 |
| Z. Piplica      | 8  | 0 | 2 | 0 |
| M. Salewski     | 11 | 2 | 5 | 0 |
| P. Schinke      | 12 | 2 | 2 | 0 |
| N. Schneider    | 0  | 0 | 0 | 0 |
| L. Sirch        | 4  | 1 | 0 | 0 |
| N. Stendera     | 7  | 0 | 1 | 0 |
| J. Tasche       | 12 | 0 | 0 | 0 |
| D. Urban        | 11 | 1 | 2 | 0 |
| D. Ziane        | 9  | 5 | 2 | 2 |